# James Barclay
James Barclay (Felixstowe, 15 marzo 1965) è uno scrittore britannico, autore di due trilogie di fantasy epico, Le cronache del Corvo (Chronicles of The Raven) e Leggende del Corvo (Legends of The Raven).

## Biografia
James Barclay ha vissuto i primi 18 anni con la famiglia a Felixstowe nel Suffolk. Grazie ai consigli del fratello Mike, il giovane James si appassiona ai generi del fantasy e della fantascienza, e scrive la sua prima storia a 13 anni:Troja: Dawn, mentre a 15 anni completa la sua seconda opera letteraria: What Price, Civilisation?. All'età di 18 anni James Barclay si iscrive al Politecnico di Sheffield, che abbandona ben presto per passare a studi di comunicazione. Terminati gli studi al college, decide di entrare in un corso di Arti dello Spettacolo a Londra, che gli ha fruttato un posto nel cast del film "The Estate" del 2007. 
Nel frattempo, ha lavorato come postino ed ha avuto tre diversi lavori nell'ambito manageriale, di cui uno presso la Insight Investments, lasciato nel 2004 per poter scrivere a pieno regime. Ha una moglie e un figlio, Oscar James, coi quali vive a Teddington.

### Il Corvo
La trilogia Le cronache del Corvo  (Chronicles of The Raven) è ambientata nel continente chiamato Balaia e racconta le avventure di un gruppo di mercenari denominato Il Corvo.
La trilogia è formata da:
- La compagnia del Corvo (Dawnthief[2]), 1999
- Il sortilegio del Corvo (Noonshade[3]), 2000
- La notte del Corvo (Nightchild[4]), 2001

La trilogia Leggende del Corvo (Legends of The Raven) prende le mosse dal punto in cui si conclude la precedente trilogia ed è formata dai romanzi:
- Elfsorrow, 2002
- Shadowheart, 2003
- Demonstorm, 2004

I romanzi del ciclo del Corvo sono stati pubblicati nel Regno Unito dall'editore Victor Gollancz Ltd.
Si ricollega alle due trilogie il romanzo:
- Ravensoul, 2008[5]

Anche il racconto Light Stealer è ambientato nello stesso mondo delle due trilogie, ma diversi secoli prima. La storia racconta le vicende del famoso mago chiamato Septern, più volte menzionato nelle avventure delle due trilogie. Light Stealer è stato pubblicato da PS Publishing.

### The Ascendants
The Ascendants of Estorea, è un nuovo ciclo fantasy non ambientato in Balaia. Al momento sono stati pubblicati due volumi:
- Cry of the Newborn, 2005
- A Shout for the Dead, 2007